# 北约反应部队
北约反应部队（NATO Response Force）又稱北约快速反应部队，是北大西洋公约组织下属的快速反應部隊，包含海陆空三军和特种部队。该部队建立于2003年。旗下还包括第一常備北約海上集群。北约快速反应部队由多国派兵组成。該部隊創始時规模约为25000人。在2014年俄羅斯聯邦吞併克里米亞後，北约增设一支大约2万人的先锋部队，使北约快速反应部队整体规模扩充至大约4万人。2022年2月25日，北大西洋公约组织秘书长宣布，在俄羅斯入侵乌克兰之际，北约首度部署和出動陆、海、空北约快速反应部队。2022年6月29日，北约各成员国同意將北约快速反应部队擴充到30万人以上。